# 城西町 (太田市)
城西町（じょうさいちょう）は、群馬県太田市にある地名（町丁）。郵便番号は373-0038。

## 概要
鳥之郷地区にある町丁。

## 地理

### 城西町内の区
城西町（鳥之郷地区）の行政区の一覧。
| 地区       | 行政区 | 読み             | 区域       |
| ---------- | ------ | ---------------- | ---------- |
| 鳥之郷地区 | 城西町 | じょうさいちょう | 城西町全域 |

### 近隣町丁
- 寺井町
- 脇屋町
- 新野町
- 鳥山上町

## 世帯数と人口
2022年（令和4年）3月31日現在の世帯数と人口は以下の通りである。
| 町丁   | 世帯数  | 人口   |
| ------ | ------- | ------ |
| 城西町 | 828世帯 | 2705人 |

## 小・中学校の学区
市立小・中学校に通う場合、学区は以下の通りとなる。
| 番地           | 小学校             | 中学校             |
| -------------- | ------------------ | ------------------ |
| 城西町（全域） | 太田市立城西小学校 | 太田市立城西中学校 |

## 交通

### 鉄道
町内に鉄道は通っていない。

## 施設
- とりせん城西の杜店
- JA太田市 城西の杜直売所
- 蛇川親水公園
- 太田市こども館